# 櫻井勝之
櫻井 勝之（さくらい かつゆき、1991年1月2日 - ）は、日本の男子プロゴルファー。東京都出身。

## 来歴
10歳でゴルフを始める。中学時代に単身渡米し、帰国後に明治大学へ進学。アマチュアとして活躍後、2012年でプロへ転向。
2010年度日本学生ゴルフ選手権、2011年度日本アマチュアゴルフ選手権に優勝している。両タイトル獲得は史上11人目の快挙である。その他ではツアーで計3度のローアマチュアを獲得してその名を広めた。
ドライバーの平均飛距離は320ヤードと、持ち味はロングドライブ。
ツアートーナメントに出場する現役のプロゴルファーであると同時に、ドラコン競技の大会にも精力的に出場しているドラコンプロとしての2面をもつ非常に珍しい「二刀流プロゴルファー」である。
2014年のANAオープンでは持ち前の飛距離の高さでドライビングディスタンス1位の記録という結果を残した。
その後は度重なる怪我の影響でゴルフから距離を置いていたが、
2012年にプロへ転向したが、24歳で手首、28歳で肘の手術を行うなど度重なる怪我により一度はゴルフから離れていた。その後、29歳で再起を決断。
現在は、再びツアープロとドラコンプロの双方に取り組む二刀流プロゴルファーとして国内外の様々な大会に参加している。
2022年度ロングドライブ世界選手権日本代表として、アメリカロサンゼルスに渡米している。

## 主な戦歴・記録
※出典
| No. | 年度   | 協議名                                                                       | 個人順位   | 備考           |
| --- | ------ | ---------------------------------------------------------------------------- | ---------- | -------------- |
| 1   | 2005年 | 関東中学校ゴルフ選手権                                                       | 2位        |                |
| 2   | 2005年 | フジサンケイジュニア選手権                                                   | 優勝       |                |
| 3   | 2005年 | ゴルフダイジェストジャパンジュニアカップ                                     | 優勝       |                |
| 4   | 2005年 | 関東甲信越ジュニアカップ                                                     | 優勝       |                |
| 5   | 2005年 | ポロゴルフジャパンジュニアクラシック                                         | 5位        |                |
| 6   | 2006年 | 関東高等学校ゴルフ選手権                                                     | 9位 T      |                |
| 7   | 2006年 | アーロンバデリーワールドジュニアチャンピオンシップ                           | 5位        |                |
| 8   | 2007年 | 日本ジュニアゴルフ選手権競技 男子15歳～17歳の部                              | CUT 88位 T |                |
| 9   | 2008年 | 関東高等学校ゴルフ選手権                                                     | 3位 T      |                |
| 10  | 2009年 | ファルドシリーズグランドファイナルアジア大会                                 | 4位        |                |
| 11  | 2009年 | 日本学生ゴルフ選手権競技                                                     | 14位 T     |                |
| 12  | 2010年 | マイナビABCチャンピオンシップ                                                | 43位       | ローアマチュア |
| 13  | 2010年 | 日本アマチュアゴルフ選手権競技                                               | ベスト32   |                |
| 14  | 2010年 | 日本学生ゴルフ選手権競技                                                     | 優勝       |                |
| 15  | 2010年 | アジアパシフィックオープンゴルフチャンピオンシップ パナソニックオープン      | CUT 64位 T |                |
| 16  | 2010年 | 日本オープンゴルフ選手権競技                                                 | CUT 80位 T |                |
| 17  | 2010年 | 朝日杯争奪 日本学生選手権                                                    | 4位        |                |
| 18  | 2011年 | 中日クラウンズ                                                               | 60位       | ローアマチュア |
| 19  | 2011年 | 関東アマチュアゴルフ選手権競技                                               | 60位       | 8位 T          |
| 20  | 2011年 | 日本アマチュアゴルフ選手権競技                                               | 優勝       |                |
| 21  | 2011年 | ノムラカップアジア太平洋アマチュアゴルフチーム選手権                         | 27位 T     | 団体順位5位    |
| 22  | 2011年 | 2011 アジアパシフィックオープンゴルフチャンピオンシップ パナソニックオープン | CUT 91位 T |                |
| 23  | 2011年 | 日本オープンゴルフ選手権競技                                                 | CUT 83位 T |                |
| 24  | 2011年 | 日本オープンゴルフ選手権競技                                                 | 60位 T     |                |
| 25  | 2017年 | 日本オープンゴルフ選手権競技                                                 | 63位       |                |
| 26  | 2022年 | PLDA世界選手権 男子日本代表決定戦                                            | 優勝       |                |
| 27  | 2023年 | セガサミーカップ                                                             | ドラコン王 |                |
| 28  | 2024年 | フジサンケイクラシック                                                       | 41T        |                |
| 29  | 2025年 | NoviL Cup                                                                    | 2T         |                |
| 30  | 2025年 | 東建ホームメイトカップ                                                       | CUT        |                |